# Таларю, Луи-Жюстен-Мари де
Маркиз Луи-Жюстен-Мари де Таларю (фр. Louis-Justin-Marie de Talaru; 1 сентября 1769, Париж — 23 мая 1850, Париж) — французский военный и государственный деятель.

## Биография
Сын виконта Луи-Франсуа де Таларю и Анриетты Жанны Элизы де Бекдельевр.
К началу революции был офицером королевской армии. Эмигрировал в 1791 году, некоторое время служил в армии Конде. Его мать и сестра остались во Франции и преследованиям не подвергались, но на фамильные имения и замки был в 1794 году наложен секвестр, а часть из них была продана. Вернулся во Францию в эпоху Консульства, и жил как частное лицо до начала Реставрации. Пытался выкупить свои владения, но потерпел неудачу, тем не менее смог вернуть поместье и замок Шамаранд.
17 августа 1815 был назначен пэром Франции; на процессе маршала Нея голосовал за смерть. Среди членов Верхней палаты был одним из наиболее враждебно настроенных по отношению к закону о воинском наборе, так как полагал, что он нарушает королевские привилегии. 31 августа 1817 возведен в достоинство маркиза де Таларю. 28 мая 1823 произведен в лагерные маршалы. Некоторое время замещал посла в Мадриде маркиза де Мутье, отозванного во Францию. В 1823 году пожалован в рыцари ордена Золотого руна (испанского), 5 февраля 1824 — в рыцари орденов короля.
Принес приягу Июльской монархии и сохранил членство в Палате пэров до конца правления Луи Филиппа. Не имея наследников, завещал два миллиона франков графу де Шамбору.

## Семья

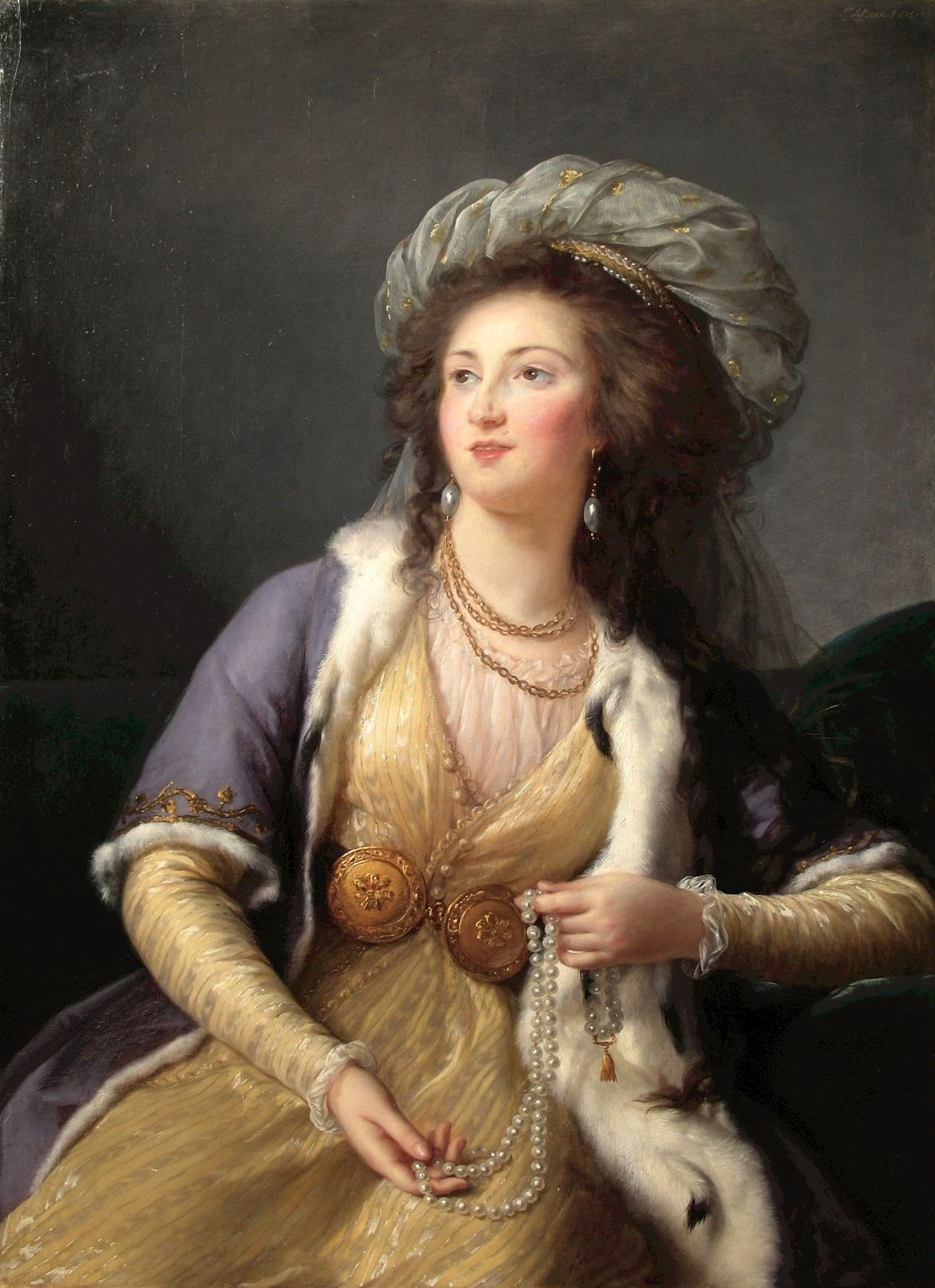
Портрет Мари Луизы Жозефины Дельфины де Розьер де Соран. Элизабет Виже Лебрён, 1785.

1-я жена (1802): Мари Луиза Жозефина Дельфина де Розьер де Соран (23.01.1766—26.10.1832), известная как маркиза де Клермон-Тоннер, вдова графа Станисласа де Клермон-Тоннера, компаньонка Мадам Элизабет, сестры Людовика XVI (1782—1789), дочь Анри Франсуа де Розьера де Сорана и Мари Луизы Элизабет де Майе
2-я жена (28.01.1834): Луиза Эрнестина де Розьер де Соран (1814—7.11.1838), дочь Габриеля Жозефа Эльзеара де Розьера, маркиза де Сорана, и Мари Анн Виктуар де Клерон д'Оссонвиль, племянница его первой жены
Оба брака бездетные.